# Elytrimitatrix vittata
Elytrimitatrix vittata là một loài bọ cánh cứng trong họ Cerambycidae.